# Greatest Hits (Luciano Pavarotti)
Greatest Hits è una raccolta del tenore Luciano Pavarotti, uscita nel 1997. Ha raggiunto varie classifiche, specialmente in Europa.

## Tracce
1. Nessun dorma – 3:01
2. Questa o quella – 1:32
3. Se quel guerriero fossi io... Celeste Aida – 4:05
4. Che gelida manina – 4:39
5. La donna è mobile – 2:23
6. E lucevan le stelle – 3:13
7. Una furtiva lagrima – 4:47
8. Di quella pira – 2:14
9. Ave Maria – 4:48
10. Donna non vidi mai – 1:56
11. Notte 'e piscatore – 5:03
12. Caruso – 5:19
13. My way – 3:30
14. Mattinata – 2:01
15. Funiculi - Funicula – 2:45
16. 'O sole mio! – 3:25
17. Torna a Surriento – 4:27
18. Santa Lucia – 1:27
19. Suzel, Buon di – 7:50
20. Tu che m'hai preso il cuor – 3:50
21. Granada – 3:18

## Classifiche

### Classifiche settimanali
| Classifica (1997) | Posizione massima |
| ----------------- | ----------------- |
| Belgio (Fiandre)  | 31                |
| Belgio (Vallonia) | 47                |
| Norvegia          | 31                |
| Nuova Zelanda     | 19                |
| Svezia            | 28                |